# Megaselia shiyiluae
Megaselia shiyiluae är en tvåvingeart som beskrevs av Disney, Li och Li 1995. Megaselia shiyiluae ingår i släktet Megaselia och familjen puckelflugor. Inga underarter finns listade i Catalogue of Life.